# بسنیا بسینه
بسنیا بسینه (به عربی: بسنیا بسینة) یک روستا در سوریه است که در ناحیه مرکزی حارم واقع شده‌است. بسنیا بسینه ۱٬۰۳۴ نفر جمعیت دارد.